# Shigaïta
La shigaïta és un mineral de la classe dels sulfats que pertany al grup de la wermlandita. El seu nom prové de la prefectura en la qual es troba la mina Ioi en la qual es va descobrir aquest mineral.

## Característiques
La shigaïta és un sulfat de fórmula química Mn₆Al₃(OH)18[Na(H₂O)₆](SO₄)₂·6H₂O. Cristal·litza en el sistema trigonal. Els cristalls són tabulars hexagonals, de fins a 2 cm i de vegades es troben en grups; també apareix com a pel·lícules primes i recobriments de fractures. És l'anàleg mineral amb manganès de la nikischerita.
Segons la classificació de Nickel-Strunz, la shigaïta pertany a «07.D - Sulfats (selenats, etc.) amb anions addicionals, amb H₂O, amb cations de mida mitjana només; plans d'octaedres que comparteixen vores» juntament amb els següents minerals: felsőbanyaïta, langita, posnjakita, wroewolfeïta, spangolita, ktenasita, christelita, campigliaïta, devil·lina, ortoserpierita, serpierita, niedermayrita, edwardsita, carrboydita, glaucocerinita, honessita, hidrohonessita, motukoreaïta, mountkeithita, wermlandita, woodwardita, zincaluminita, hidrowoodwardita, zincowoodwardita, natroglaucocerinita, nikischerita, lawsonbauerita, torreyita, mooreïta, namuwita, bechererita, ramsbeckita, vonbezingita, redgillita, calcoalumita, nickelalumita, kyrgyzstanita, guarinoïta, schulenbergita, theresemagnanita, UM1992-30-SO:CCuHZn i montetrisaïta.

## Estructura
La shigaïta està forma per làmines d'oxications [AlMn2+
2(OH)₆]1+ intercalats amb làmines d'oxianions [Na(H₂O)₆{H₂O}₆(SO₄)₂]3-. L'enllaç entre les làmines i en la làmina d'oxianions és degut en gran part als enllaços d'hidrogen.

## Formació i jaciments
La shigaïta és un mineral secundari rar que es troba en dipòsits de minerals de manganès metamorfosats. Va ser descoberta l'any 1985 a la mina Ioi, a la ciutat de Ritto (Prefectura de Shiga, Honshū, Japó). També ha estat descrita a Iron Knob (Austràlia del Sud, Austràlia); la pedrera Poudrette, al mont Saint-Hilaire (Montérégie, Canadà); tres mines d'un camp de manganès kalahari (Cap Septentrional, Sud-àfrica) i quatre indrets del comtat d'Iron (Michigan, EUA).
Sol trobar-se associada a altres minerals com: rodocrosita, sonolita, manganosita, pirocroïta, jacobsita, hausmannita, galaxita (mina Ioi, Japó); rodocrosita, leucofenicita, gageïta, cariopilita (mina Wessels, Sud-àfrica); arsenoclasita, gatehouseïta, hematita, hausmannita, calcita mangànica fèrrica, barita i guix (pedrera Iron Monarch, Austràlia).